# پاری مچ
پاری مچ (Paris Match) هفته نامه خبری فرانسوی است. این هفته نامه اخبار مهم ملی و بین‌المللی و زندگی مشاهیر را پوشش می‌دهد. ژان پرووست آنرا در سال ۱۹۴۹ تأسیس کرد. اولیویه رویان سردبیری آنرا به عهده دارد. شمارگان آن در سال ۲۰۰۶ بالغ بر ۶۸۴٬۰۵۶ نسخه بوده است.